# NGC 712
NGC 712 (również PGC 6988 lub UGC 1352) – galaktyka soczewkowata (S0), znajdująca się w gwiazdozbiorze Andromedy. Odkrył ją John Herschel w październiku 1828 roku.